# 比讷
比讷（法語：Busnes，法語發音：[byn]）是法国上法蘭西大區加来海峡省的一个市镇，属于贝蒂讷区。

## 地理
比讷（50°35'16"N, 2°31'6"E）面积9.55 平方千米，位于法国上法蘭西大區加来海峡省，该省份为法国北部沿海省份，西北濒北海，南至索姆省，东临北部省。
与比讷接壤的市镇（或旧市镇、城区）包括：圣韦南、利莱尔、罗贝克、戈内姆、加尔贝克、阿图瓦地区阿姆。
比讷的时区为UTC+01:00、UTC+02:00（夏令时）。

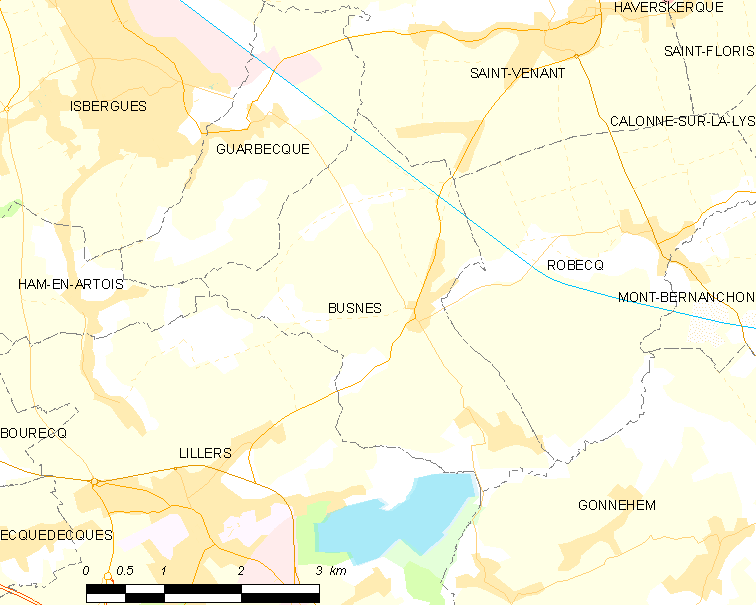
比讷的OSM定位图

## 行政
比讷的邮政编码为62350，INSEE市镇编码为62190。

## 政治
比讷所属的省级选区为利莱尔县。

## 人口

1962-2008年间比讷人口变化图示

比讷于2022年1月1日时的人口数量为1242人。